# Хелиакален изгрев
Хелиакалният изгрев (от старогръцки: ἡλιακός – „слънчев“) или още „звезден изгрев“ е сезонно астрономическо явление, при което над източния хоризонт, малко преди изгрева на Слънцето, за първи път в годината се вижда звезда, която преди е оставала ненаблюдаема.

## Причина и значение
Звездното небе представлява видимата през нощта част от небесната сфера. Поради годишното движение на Земята по нейната орбита, границите на тази част се изместват. Изглежда сякаш, че Слънцето се премества на изток по еклиптиката, със скорост почти 1 градус на ден. Докато Слънцето се намира (вижда се) близо на запад от някоя звезда, тя е ненаблюдаема, тъй като се появява над хоризонта след неговия изгрев. През следващите дни двете сутрин се явяват практически едновременно на източния хоризонт, но скоро идва момент, когато звездата предшества Слънцето. Първият ден от годината, когато тя става видима, е датата на хелиакалния изгрев, който още в Древността са идентифицирали с точност до 1 ден. В зависимост от географската ширина на наблюдателя много звезди имат свои ежегодни хелиакални изгреви и хелиакални залези (когато спират да се виждат нощем).

## Примери
Исторически важен е бил хелиакалният изгрев на звездата Сириус от съзвездието Голямото куче, предшестващ разлива на Нил и с това основополагащ за съставянето на древноегипетския календар и напредъка на астрономията, като наука в Древен Египет. За древните гърци изгревът на Плеядите предвещава началото на ветроходен сезон и възможността за ефективно използване на небесна навигация.